# Медаль «За успехи в учении и добронравие»
Медаль «За успехи в учении и добронравие» — государственная награда Российской империи, предназначавшаяся для выпускников Санкт-Петербургского училища торгового мореплавания и Херсонского училища торгового мореплавания.

## Основные сведения
Медаль «За успехи в учении и добронравие» учреждена 21 ноября (3 декабря) 1829 года указом Николая I в Положении о Санкт-Петербургском училище торгового мореплавания. Этой медалью также награждали в течение царствования Александра II.

## Порядок награждения
Медалями награждались выпускники Санкт-Петербургского училища торгового мореплавания, а с 7 февраля 1834 года также выпускники Херсонского училища торгового мореплавания. Ежегодно награждали не более 1-2 выпускников на училище, окончивших училище на отлично. Также выпускники этих училищ награждались памятными серебряными медалями, не предназначенными для ношения и существенно отличавшимися от этой медали.

## Описание медали
Медали были сделаны из золота. Диаметр — 25 мм. На лицевой стороне медали изображён портрет императора, который правил во время награждения: Николая I или Александра II. Таким образом, во время правления Николая I на лицевой стороне медали был его портрет, обращённый вправо, а по окружности вдоль края медали надпись: «Б.М.НИКОЛАЙ I ИМП. ВСЕРОСС.». Аверс соответственно изменился с началом царствования Александра II. На оборотной стороне медали в центре изображена композиция из ладьи, трезубца, четырёх вёсел, пары якорей и флагов, а также товары: слева — бочка, справа — тюк. В верхней части медали по дуге надпись: «ЗА УСПѢХИ ВЪ УЧЕНІИ И ДОБРОНРАВІЕ», снизу под обрезом изображения дата: «28 НОЯБР. 1829».
Медали чеканились на Санкт-Петербургском монетном дворе.

## Порядок ношения
Медаль имела ушко для крепления к колодке или ленте. Носить медаль полагалось на груди. Лента медали — Аннинская.